# Autorail Wadloper
Les autorails DH1 et DH2 des Nederlandse Spoorwegen (chemins de fer néerlandais), également connus sous le nom de Wadloper, (coureur des vasières) sont des autorails diesel - hydrauliques construits entre 1981 et 1983 par Waggonfabrik Uerdingen AG (entretemps devenu Duewag) pour l'exploitation des lignes secondaires du nord des Pays-Bas, autour de Groningue (nord-ouest) et en Frise (nord-est). La série Wadloper comprenait 19 engins mono-caisse (DH1) et 31 engins bi-caisses (DH2).

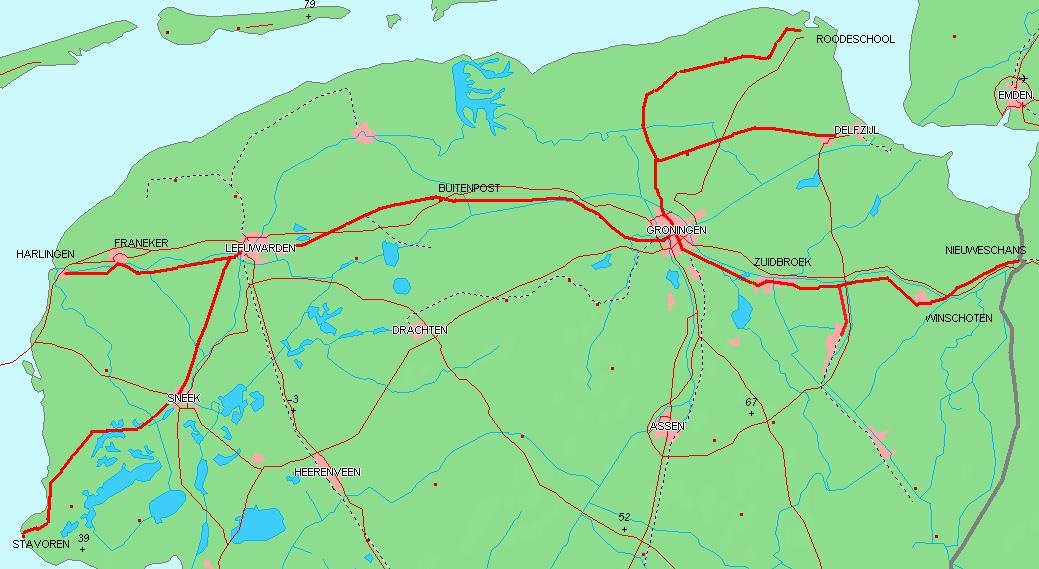
Aperçu des lignes non électrifiées du nord des Pays-Bas. Groningue et Leeuwarden occupent des positions centrales dans ces deux provinces, avec des réseaux de lignes secondaires en étoile. Les deux villes sont reliées à la capitale par des lignes électrifiées.

## Histoire

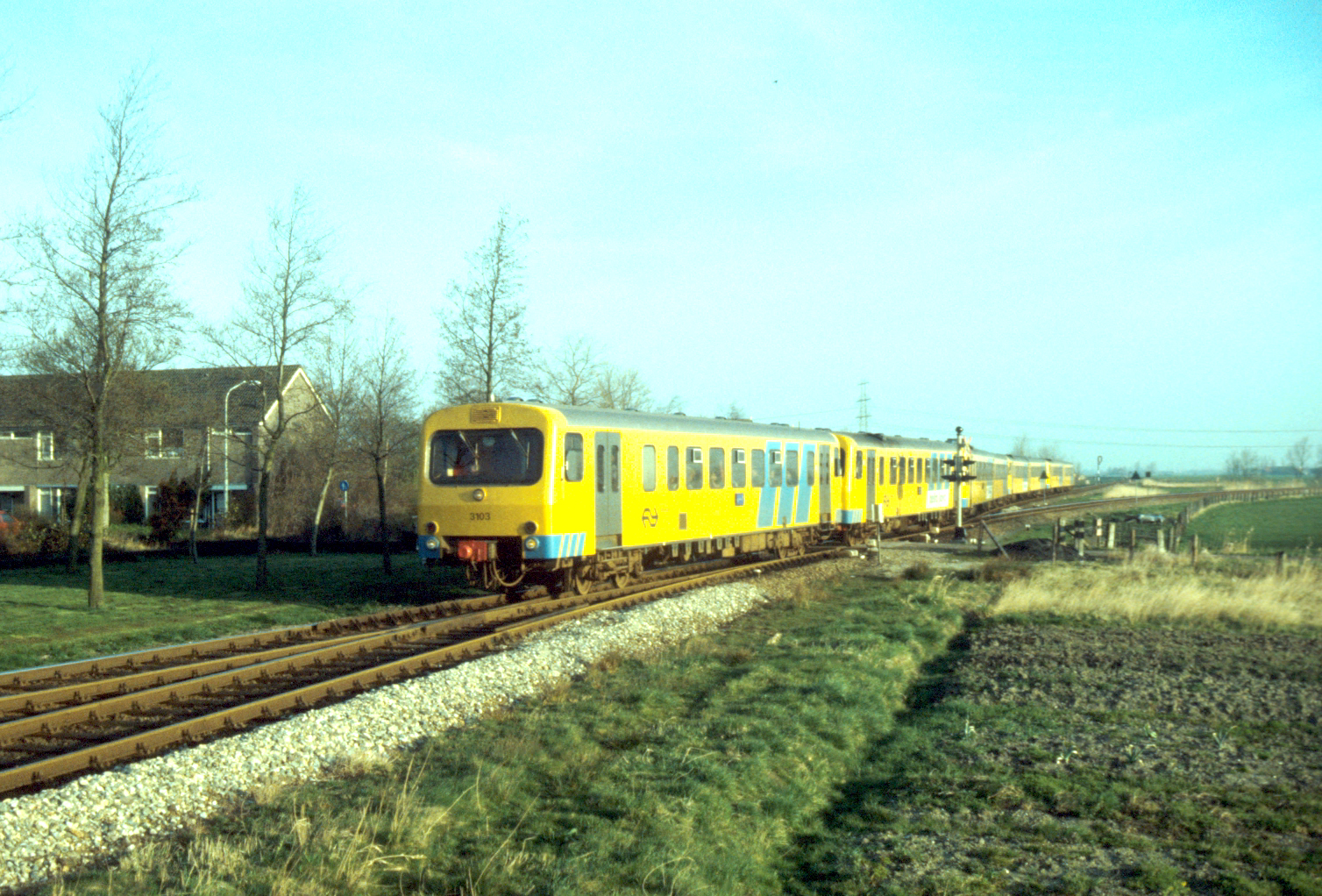
Rame de huit caisses assurant une desserte d'heure de pointe avec 2 DH-1 et 3 DH-2 à Sauwerd.

### Pérennité du réseau ferré secondaire du nord des Pays-Bas
Au milieu des années 1970, les chemins de fer néerlandais planifient le remplacement des autorails DE-1 et DE-2 (nl:Plan X), datant des années 1950 et de construction très légère. Il s'agit notamment d'assurer la desserte des régions les moins densément peuplées du pays, tout au nord, alors que le reste du réseau est presque totalement électrifié.

### Choix d'une exploitation simplifiée
En 1976, un groupe de travail est mis en place afin d'étudier le futur de ces lignes. L'avènement de l'automobile grapille des parts de marché et il devient difficile d'exploiter ces services sans qu'ils ne soient trop déficitaires. Il n'y est donc pas question d'électrification, mais plutôt de fermeture et de transfert à la route (autobus). Cependant, pour certaines lignes fréquentées à l'heure de pointe, ce transfert n'est pas souhaitable car il induirait une trop grande dégradation des temps de parcours. En 1978, le groupe de travail recommande donc de conserver une offre sur rail, mais allégée : des économies seront faites, principalement sur les frais de personnel. Trois quart des 40 guichets de gare seront fermés. Les autorails seront exploités en agent unique en heure creuse, alors que les chefs de trains (contrôleurs de billets) rouleront uniquement en heure de pointe et seront amenés à assurer le nettoyage des rames et d'autres tâches de support en heure creuse.
Des systèmes de signalisation simplifié seront également mis en œuvre : TPBR (nl) (cabines tout relais automatisées dans lesquelles les conducteurs vont eux-mêmes indiquer leur départ imminent, à pied d'œuvre - sur le quai - puis ultérieurement à distance, depuis leur poste de conduite) et CRVL (nl) (régulation centralisée par radiocommunication, avec un dispatcheur distribuant par radio les ordres de marche tout en commandant aiguillages et signaux - quand il en restait - à distance),

### Choix d'un matériel roulant spécifique

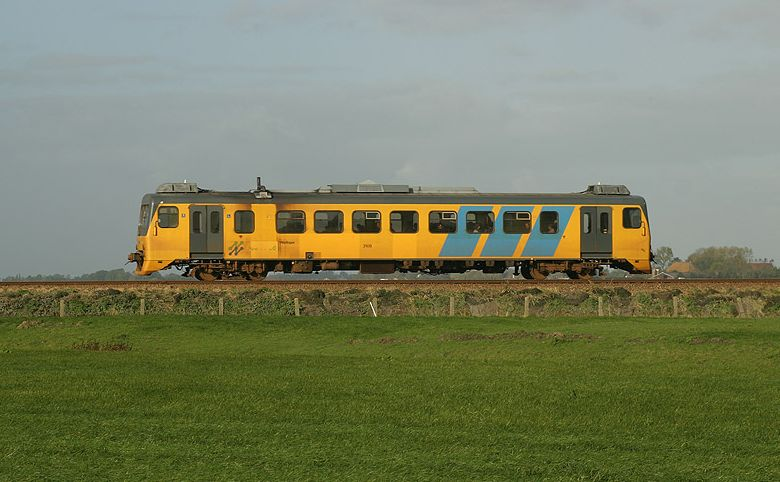
Automotrice DH1

Le cahier de charge défini par le groupe de travail prévoit des capacités d'accélération confortables, notamment pour pouvoir rattraper des arrêts prolongés lorsque le conducteur doit vendre des billets lui-même.
Par ailleurs, la préférence sera donnée à du matériel qui aurait déjà fait ses preuves sur un autre réseau, et qui puisse être testé in vivo.
Trois séries de matériel, construites en Allemagne, sont évaluées : les rames du type Ym (Lynette (en)) construites par la Waggonfabrik Uerdingen et engagées au Danemark; seront écartées du marché à cause de leur manque de capacités d'accélération, les VT2E (nl) de Linke-Hofmann-Busch acquises par le Frankfurt-Königsteiner Eisenbahn et enfin la série 627 / 628, des chemins de fer allemands, comparable en capacité et en accélération, mais moins cher que le VT2E.

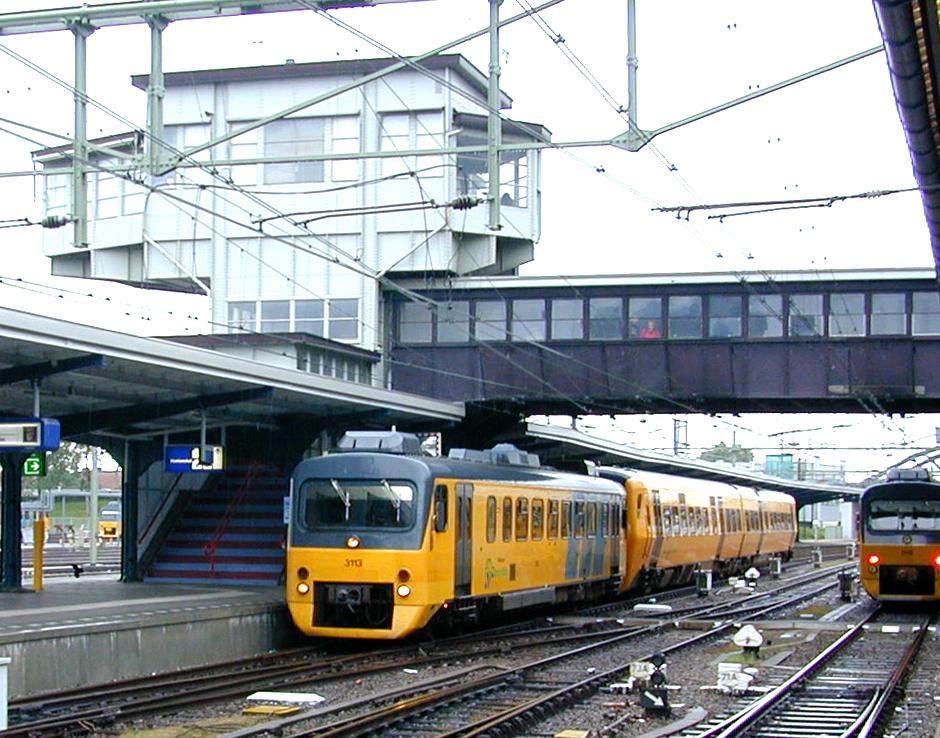
Rames NS 3113 + 3449 (DM '90) à Groningue ; 19 mai 2000. Cette combinaison opérait dans le service de train express entre Groningen et Leeuwarden.

En février 1978, un engin monocaisse de la série 627 est donc invité aux Pays-Bas pour une session de test de deux semaines.
Ces tests étant globalement concluant, les chemins de fer néerlandais passent commande d'une version quelque peu adaptée : motorisation Cummins, régulation simplifiée, bogies légèrement différents et face d'about verticale. Ils sont mis en service au début des années 1980.

## Transformation et modernisation
En 1994, les 3106 et 3115 sont convertis en fourgons pour le transport de vélo.
Les sièges et portes intérieures sont déposés alors que racks amovibles permettent de fixer les bicyclettes. cette transformation est donc réversible, ce qui ne sera mis à profit qu'au moment de leur revente.
A partir de 1996, les engins font l'objet d'une modernisation de confort. Les sièges de type "réseau urbain" sont remplacés par des exemplaires plus confortables. Quelques sièges reçoivent un coloris différent et sont réservés aux voyageurs de première classe. Une partie de l'espace est convertie en zone sans fauteuils (si ce n'est des strapontins), alors que les strapontins existant initialement au niveau des plateformes ne sont pas reposés, tout ceci afin d'augmenter la capacité des véhicules en heure de pointe. Extérieurement, des "pare-buffles" sont ajoutés sous les attelages automatiques. Le système de sécurité ferroviaire ATB-NG est installé (le système téléphonique CRVL ayant été abandonné à la suite d'un dramatique accident (en)), ainsi qu'un dispositif d'insonorisation du moteur.

## Privatisation et revente

### Privatisation du service des trains aux Pays-Bas
A partir de 1999, les Pays-Bas expérimentent la mise en concession de certaines relations peu fréquentées. Quelques engins sont ainsi mis à disposition de Noordned (co-entreprise entre les chemins de fer néerlandais et le réseau d'autobus VEONN (nl) pour la gestion intégrée des transports en commun du nord du pays) en Frise puis Connexxion. VEONN sera rapidement privatisé et Arriva en deviendra propriétaire.
En 2006, c'est au tour de l'exploitations des lignes de chemin de fer autour de Groningue d'être mises en concurrence. Arriva remporte le marché et prends le matériel roulant existant en leasing, en attendant la livraison des rames Stadler GTW commandées pour assurer ces services.

### Engagement de nouveau matériel par les concessionnaires
Dès 2007, les engins se retrouvent donc progressivement sans utilisation. La mise en concession de la ligne de la Meuse (Nimègue – Venlo – Roermond) - remportée par le groupe Véolia - donne un petit sursis à quelques engins de la série, mais il s'agit également d'un leasing à court terme.

### Mise en vente et achat par des compagnies étrangères
Sans utilisation, ils sont mis en vente en 2009. Plusieurs rames sont acquises par la société polonaise Sigma, en vue de leur revente ou de leur location par des opérateurs régionaux polonais. Ils y forment la série SM82 (ex DH1) et SM83 (ex DH2). La commande initiale est toutefois revue à la baisse.
En 2009, Ce sont les chemins de fer Trenes de Buenos Aires (Argentine) - une entreprise privée - qui acquièrent 15 engins monocaisse et 10 engins bicaisse. L'expérience fera long feu, la société sera interdite pour raison de sécurité en 2012. Quelques engin seront réutilisés pour assurer la courte relation Posadas (Argentine) - Encarnación (Paraguay), consistant essentiellement au franchissement du Rio Paraná par le Pont San Roque González de Santa Cruz.
Par ailleurs, 13 engins DH2 sont acquis par l'opérateur roumain Trans Feroviar Călători fin 2011.
|                                                                                            |
| La 3206 - future SN83-001 - aux couleurs de Sigma, son nouveau loueur, en Pologne, en 2009 |

|                                                                        |
| La SN82-003 (ex 3115 NS) au SKPL en Pologne, en 2012 (première livrée) |

|                                                        |
| La même SN82-003 au SKPL en Pologne, repeinte, en 2021 |

|                                                      |
| La 95.53.9783230-9 (ex 3230 NS) en Roumanie, en 2018 |

|                              |
| La 3203 en Argentine en 2011 |

|                                                                 |
| Une rame non identifiée quitte Posadas vers Encarnación en 2015 |